# Benadering van Hückel
De benadering van Hückel is een door de Duitse chemicus Erich Hückel voorgestelde manier om kwantummechanische berekeningen te kunnen uitvoeren aan grotere systemen. Op kwantummechanisch niveau betekent "groter" complexer dan een waterstofatoom met één elektron. Voor deze situaties kan namelijk de schrödingervergelijking niet exact opgelost worden. Zeker vóór de ruimere beschikbaarheid van de computer in de late jaren 60 was de methode een van de eerste gereedschappen waarmee theoretisch chemici iets over gedelokaliseerde elektronen konden zeggen.

## Aannames
Om de berekeningen te kunnen uitvoeren was een aantal aannames en vereenvoudigingen noodzakelijk:
- De atoomkernen worden beschouwd alsof ze in rust zijn en in hun evenwichtsstand staan.
- De elektronen die niet aan het π-systeem deelnemen worden buiten beschouwing gelaten.
- Er bestaat alleen interactie tussen een elektron en zijn "eigen" koolstofatoom en tussen het elektron en directe buur-koolstofatomen.
- De grootte van de interactie tussen een elektron en zijn "eigen koolstofatoom" wordt op α gesteld.
- De grootte van de interactie tussen een elektron en een "buur-koolstofatoom" wordt op β gesteld.
- Voor andere atomen dan koolstof worden correctiefactoren voor α en β gebruikt, vaak uitgedrukt in eenheden β.

## Regel van Hückel
De theorie heeft ook geleid tot een algemene regel ten aanzien van de eis die gesteld moet worden aan aromatische systemen: het aantal π-elektronen in een aromatisch systeem bedraagt 4n + 2, waarbij n = 0, 1, 2, ... Systemen die niet aan deze regel voldoen zijn anti-aromatisch.

## Resultaten
De berekeningen zelf zijn vervolgens relatief eenvoudig in matrixvorm uit te voeren. De resultaten leiden tot drie groepen gegevens:
- de energie van elektronen in de verschillende orbitalen. De energie die een elektron in een bepaald orbitaal heeft, legt de volgorde vast waarin de orbitalen gevuld worden (laagste eerst).
- de grootte van de bijdrage van het p-orbitaal op een bepaald koolstofatoom aan het moleculaire orbitaal. Bij gebruik van het orbitaal betekent een grotere bijdrage ook dat het elektron in het orbitaal een groter deel van zijn tijd bij het betreffende koolstofatoom doorbrengt. Dit laat zich makkelijk vertalen naar een ladingverdeling in het molecuul. Deze verdeling kwam overeen met de ook langs praktische weg vastgestelde verdeling.
- de theoretische onderbouwing van het praktisch bekende gegeven van de stabiliteit van de aromatische verbinding. Met name het voorspellen van de stabiliteit van een aantal, later gevonden, ionen, zoals cyclopropenylkation, tropyliumkation en het cyclopentadienylanion betekende dat de aannames, hoewel vereenvoudigingen, acceptabel waren.

### Etheen
In etheen zijn twee orbitalen betrokken bij de vorming van de moleculaire orbitalen. Er ontstaan dus ook twee moleculaire orbitalen, een met een energieniveau dat op (α − β) ligt en een dat op (α + β) ligt. Bij het vullen van de orbitalen, met twee elektronen, zullen beide elektronen in de laagste baan komen. De energie van de elektronen is dan 2*(α − β) = 2α − 2β. Ten opzichte van twee losse p-orbitalen (elk met een energie α) is er dus een energiewinst van 2β. De energiewinst wordt ook wel de resonantie-energie genoemd.

### Homo- en monocyclische systemen
In homocyclische systemen (alle atomen van de ring zijn koolstofatomen) met slechts één ring en met op elk koolstofatoom een p-orbitaal loodrecht op het vlak van de ring zijn de resultaten als volgt samen te vatten:

#### Energie
- Teken een cirkel met straal 2β
- Plaats een regelmatige n-hoek (n is het aantal koolstofatomen in de ring) in de cirkel, zodanig dat een van de hoekpunten recht naar beneden wijst.
- De hoekpunten bevinden zich op de energieniveaus van de orbitalen, waarbij het midden van de cirkel het α-niveau is. De formule om de energieën te berekenen is:

{\displaystyle E_{orbitaal}=\alpha -2\beta \cdot \cos \left[i\left({\frac {360}{n}}\right)\right]}
waarbij
α = energie van een elektron in een p-orbitaal van koolstof
β = de energie van een elektron door interactie met een p-orbitaal op een direct buur-koolstofatoom
i = een teller die van 0 (voor het laagste energieniveau) tot n − 1 oploopt
n = het aantal hoekpunten in de regelmatige veelhoek
Het α-niveau is het natuurlijke energieniveau van elektronen die slechts aan één koolstofatoom gebonden zijn.
De manier van tekenen maakt, gaande door de verschillende veelhoeken de volgende conclusies duidelijk:
- 3-ring:
De driering levert drie orbitalen op waarvan er een een energie heeft van (α − 2β), de andere twee zullen een gelijke energie hebben van (α + β). Orbitalen met gelijke energie worden ook ontaarde orbitalen genoemd. Plaatsing van twee elektronen in dit systeem levert een energie op van 2*(α − 2β), = 2α − 4β. Ten opzichte van een etheenstructuur met een leeg p-orbitaal ernaast is dit extra resonantie-energie van 2β. Voor een ongeladen structuur moet elk koolstofatoom een elektron bijdragen via zijn p-orbitaal, dus 3 elektronen. Als er maar twee elektronen zijn krijgen we dus een cyclopropenylkation. Het plaatsen van een derde elektron, we krijgen dan een neutraal deeltje, in een baan met energie (α + β) zal de totale elektronenergie in het π-systeem op 3α − 3β brengen, met als extra probleem dat het deeltje een radicaal is. Het plaatsen van een vierde elektron zal in de andere baan met energie (α + β) plaatsvinden. De totale elektronenergie komt op 4α-2β. Dit is net zoveel als een dubbele binding met daarnaast een dubbel bezet p-orbitaal. Daarnaast is het deeltje een diradicaal.
- 4-ring
De vierring levert vier orbitalen op: één met energie α − 2β, twee met energie α en één met energie α + 2β. Bij het plaatsen van de 4 elektronen in de orbitalen is de totale elektronenenergie 2*(α − 2β) + α + α = 4α − 4β, in essentie dezelfde waarde die verkregen wordt door de elektronen in twee gewone dubbele bindingen te plaatsen (zie etheen), maar met het nadeel dat er weer, net als bij de driering met 4 elektronen, een diradicaal ontstaat. Cyclobutadieen gedraagt zich als een – zeer gespannen – cyclodieen.
- 5-ring
We vinden 5 orbitalen en 3 energieniveaus, (α − 2β), tweemaal (α − 0,618β) en tweemaal (α + 1,618β). Plaatsing van elektronen tot een neutraal deeltje levert een elektron-energie op van 5α − 5,854β, maar daarbij is een van de orbitalen maar half gevuld. Plaatsing van een zesde elektron levert zelfs nog meer energiewinst op: 6α − 6,472β: er kan een anion gevormd worden, en dat levert ook nog energie op. Het cyclopentadiënylanion is stabiel.
- 6-ring
Er worden 6 orbitalen gevonden bij 4 energieniveaus: (α − 2β), tweemaal (α − β), tweemaal (α + β) en (α + 2β). Om de elektronen in de p-orbitalen tot een neutrale component te kunnen plaatsen zijn de laagste drie orbitalen nodig. De neutrale component, benzeen, heeft een π-elektronenenergie van 6α − 8β, wat 2β minder is dan drie losse dubbele bindingen.

#### Vorm
Alle orbitalen hebben een knoopvlak dat samenvalt met het vlak van de ring. Dit is niet verwonderlijk, want alle samenstellende atoomorbitalen zijn p-orbitalen die daar een knoopvlak hebben. Het orbitaal met de minste energie heeft verder geen knoopvlakken. De eerste orbitalen met een hogere energie hebben een knoopvlak extra, loodrecht op het vlak van de ring en de twee knoopvlakken van deze orbitalen staan ook loodrecht op elkaar.